# Kelleromyxa fimicola
Kelleromyxa fimicola ist eine Schleimpilz-Art aus der Ordnung der Liceida und der einzige Vertreter ihrer Gattung. Die weltweit auf dem Dung von Pflanzenfressern verbreitete Art wurde 1991 aufgrund morphologischer Merkmale aus der Gattung Licea ausgelagert.

## Merkmale
Die Sporangien stehen zerstreut, gesellig oder auch dicht gedrängt in Gruppen zu zwanzig bis dreißig einzelnen Fruchtkörpern. Diese sind schwarz und spindelförmig, gelegentlich seitlich schwach zusammengedrückt oder aufgrund von Trockenheit vor der Reife zusammengeschrumpft. Sie stehen aufrecht und erreichen eine Höhe von 0,1 bis 0,5 Millimeter und eine Breite von 0,05 bis 0,25 Millimeter, sind am Ansatz verengt, oberhalb dessen jedoch von gelegentlich eiförmiger bis fast runder Gestalt.
Das Peridium ist zweilagig, beide Lagen liegen dicht aneinander, die Außenhaut ist glänzend, glatt und verdickt, die innere Lage häutig, leicht aufgeraut und warzig. Es öffnet sich zur Reife zur Freigabe der Sporen in unregelmäßiger Weise, gelegentlich seitlich, „Sollbruchstellen“ fehlen jedoch. Ein Capillitium ist vorhanden, seine gelegentlich verzweigten und anastomisierenden (durch Querverbindungen ein Netzwerk bildenden), meist jedoch unverzweigten, einfachen Fäden sind bis zu 100 Mikrometer lang, 1 Mikrometer dick und mit der Innenwand des Peridiums verwachsen.
Die Sporen sind als Sporenmasse schwarz, im Durchlicht dunkelbraun, rauchige Farben fehlen. Sie sind von runder Gestalt, gelegentlich verwachsen, auf bis zu zwei Dritteln der Oberfläche weisen sie ein Relief von bis zu 3 Mikrometer langen dünnen und stumpfen Vorsprüngen auf, der Rest bleibt eben bis auf zwei oder drei becherförmige Vertiefungen mit einem Durchmesser von 13 bis 17 Mikrometer. Die Sporenwand ist gleichmäßig bis zu Mikrometer dick.
Das Plasmodium ist ein im Durchmesser höchstens bis zu 4 Millimeter großes Phaneroplasmodium von blassgelber Farbe und fächerartiger Gestalt mit einer netzförmigen Nervatur und pulsartiger Protoplasmaströmung.

## Verbreitung
Kelleromyxa fimicola konnte bisher nur anhand von Proben in Kultur nachgewiesen werden, sie besiedeln den Dung von Herbivoren wie zum Beispiel Pferden, Kühen, Gabelböcken, Dikdiks oder Yaks, aber auch Kaninchen. Die Art ist nachgewiesen sowohl in Nordamerika, Afrika wie auch Asien.

## Systematik und Forschungsgeschichte
Die Art wurde 1929 von John Dearness und Guy Richard Bisby anhand von Funden aus Manitoba, Kanada als Licea fimicola erstbeschrieben, 1991 stellte sie Uno Eliasson dann in eine eigene Gattung Kelleromyxa. Als diagnostisches Merkmal gelten die vorhandenen Fäden im Capillitium, die untypisch sind für ein Mitglied der Ordnung Liceida.

## Nachweise
1. 1 2 3 4 5 6  Uno H. Eliasson, Harold W. Keller, Jean D. Schoknecht: Kelleromyxa, a new generic name for Licea fimicola (Myxomycetes) In: Mycological Research, 95:10, 1991, S. 1201–1207, doi:10.1016/S0953-7562(09)80011-7